# کومرکوچا (کانچیس)
کومرکوچا (به اسپانیایی: Comercocha) یک کوه در پرو است. کومرکوچا ۵٬۴۰۰ متر بالاتر از سطح دریا واقع شده‌است.